# Basile Mvé Engone
Basile Mvé Engone SDB (* 30. Mai 1941 in Nkolmelène, Gabun) ist ein gabunischer Ordensgeistlicher und emeritierter römisch-katholischer Erzbischof von Libreville.

## Leben
Basile Mvé Engone trat den Salesianern Don Boscos bei und absolvierte sein Noviziat in Dormans. Nach dem Studium der Philosophie und der Katholischen Theologie wurde er am 29. Juni 1973 zum Priester geweiht.
Am 24. April 1980 ernannte ihn Papst Johannes Paul II. zum Koadjutorbischof von Oyem. Die Bischofsweihe spendete ihm der Bischof von Oyem, François Ndong vier Monate später; Mitkonsekratoren waren André Fernand Anguilé und Félicien-Patrice Makouaka. Nach dem Rücktritt von Ndong am 23. August 1982 folgte Mvé Engone ihm als Bischof von Oyem nach. Am 3. April 1998 berief ihn Johannes Paul II. zum Erzbischof von Libreville.
Am 27. Juni 2007 nahm Erzbischof Mvé Engone, zusammen mit einigen anderen Bischöfen, an einem Briefing im Apostolischen Palast zum Motu Proprio Summorum Pontificum über die Feier der tridentinischen Messe teil.
Vom 4. April 2016 bis zum 13. Januar 2018 verwaltete er während der Sedisvakanz als Apostolischer Administrator das Bistum Franceville.
Papst Franziskus nahm am 12. März 2020 seinen altersbedingten Rücktritt an.